# Берлинг, Зыгмунт

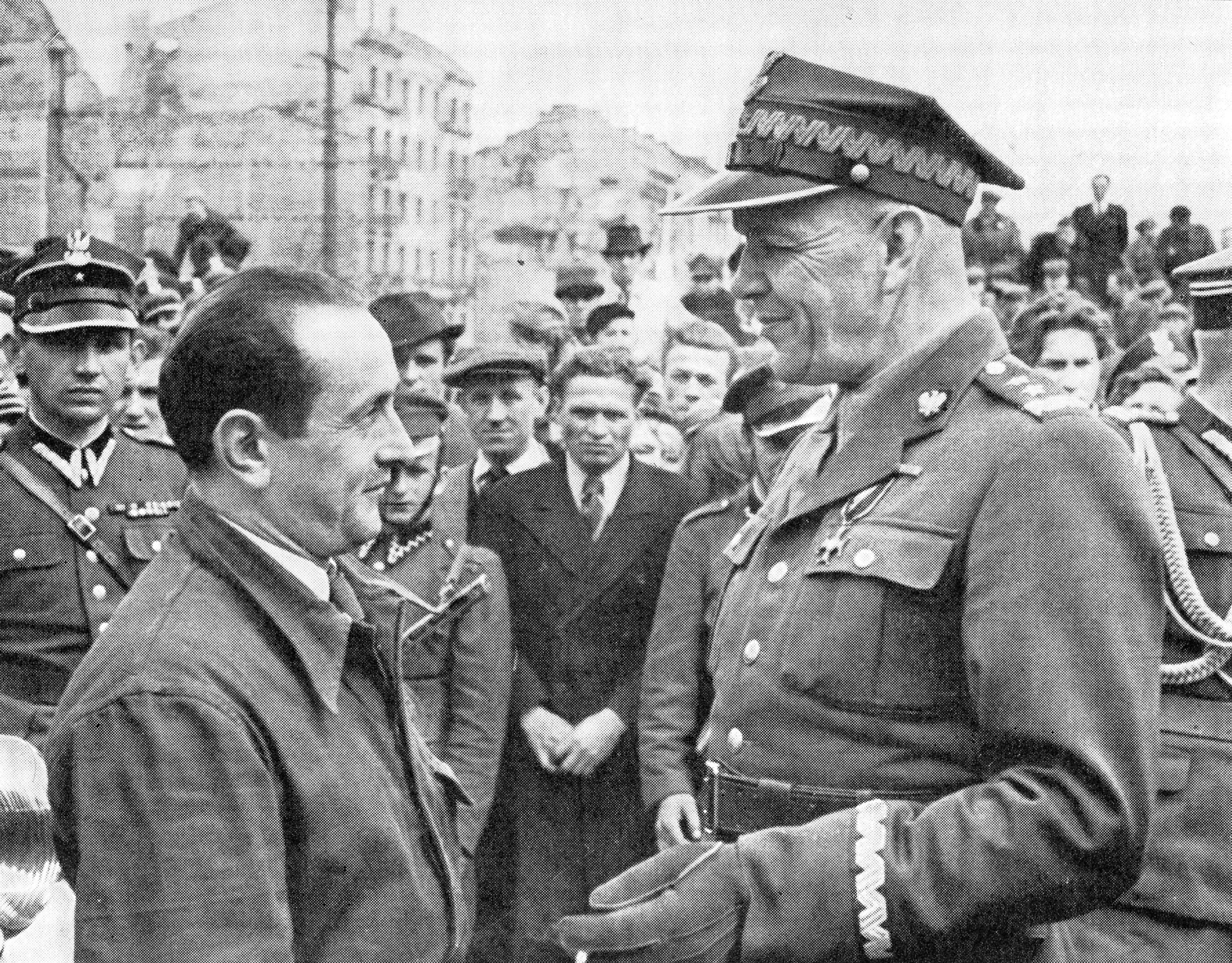
Генерал З. Х. Берлинг в Варшаве, 1947 год.

Зыгму́нт (Зи́гмунд) Ге́нрик Бе́рлинг (пол. Zygmunt Henryk Berling; 27 апреля 1896, Лиманова — 11 июля 1980, Варшава) — польский военачальник, генерал брони Войска Польского, генерал-лейтенант (СССР, 13.03.1944)
В годы Второй мировой войны — командующий 1-й армией Войска Польского.

## Военная карьера до Второй мировой войны
С 1914 года служил во 2-м и 4-м пехотных полках польского легиона Юзефа Пилсудского в составе австро-венгерской армии, а с июня 1917 по октябрь 1918 года, — в самой австро-венгерской армии. В конце Первой мировой войны вступил во вновь созданную польскую армию, став офицером 4-го пехотного полка. Во время Советско-польской войны отличился в битве за Львов и был награждён орденом Virtuti Militari.
После войны остался в вооружённых силах. В 1923 году получил звание майора. В 1925 году окончил Высшую военную школу в Варшаве. Был начальником штаба 15-й пехотной дивизии, служил в штабе V корпуса в Кракове. В 1930 году он получил звание подполковника и был командиром 6-го, а затем 4-го пехотного полка. Уволился с действительной военной службы в июле 1939 года.

## Участие во Второй мировой войне
Во время нападения Германии и последующего разгрома Польши Берлинг находился в Вильно, где у него был собственный дом. Когда город, в соответствии с секретным протоколом пакта Молотова — Риббентропа, был занят советскими войсками, Берлинг, как многие польские офицеры, был арестован НКВД и переправлен в Старобельский лагерь военнопленных, а в 1940 году, после согласия сотрудничать с органами госбезопасности, он был переведен в Грязовецкий лагерь, что помогло ему избежать  стать жертвой расстрела польских военнопленных.
22 июня 1941 года 13 польских офицеров обратились к правительству СССР с просьбой позволить им воевать против нацистской Германии. Первым свою подпись под этим письмом поставил Зигмунд Берлинг. После заключения договора Сикорского — Майского 17 августа 1941 года Берлинг был освобождён из тюрьмы и назначен начальником штаба обновлённой 5-й пехотной дивизии, а затем командующим временного лагеря для польских солдат в Красноводске.
Растущее напряжение между правительством Владислава Сикорского в Лондоне и Иосифом Сталиным в конечном счёте привело к тому, что многие из польских солдат и более 20000 польских гражданских лиц, находившихся на советской территории при генерале В. Андерсе, покинули Советский Союз и сформировали 2-й Польский корпус на Ближнем Востоке под британским командованием.
Из тех поляков, которые не ушли вместе с Андерсом за границу, при участии Союза польских патриотов были созданы польские вооружённые силы, подчинённые советскому командованию. Берлинг был назначен командиром 1-й польской пехотной дивизии имени Тадеуша Костюшко. 26 июля 1943 года «Полевой суд», подконтрольный правительству Сикорского, признал Берлинга и двух его товарищей-офицеров, тоже оставшихся в СССР, дезертирами и заочно приговорил их к смертной казни за государственную измену.
С августа 1943 года командовал 1-м корпусом польских войск в СССР, сформированным на основе дивизии имени Костюшко и подчинённым советскому командованию, с марта 1944 года — 1-й Польской армией в СССР. В июле того же года он возглавил 1-ю армию Войска Польского, которая в составе 1-го Белорусского фронта принимала участие в Люблин-Брестской операции (1944).
22 июня 1944 года был назначен заместителем главнокомандующего Войска Польского, а в октябре его направили в Москву, на учёбу в Военную академию Генштаба им. К. Е. Ворошилова. Этому предшествовала неудачная военная операция по форсированию Вислы (сентябрь 1944 года), где подразделения Войска Польского понесли значительные потери.

## Жизнь в послевоенной Польше

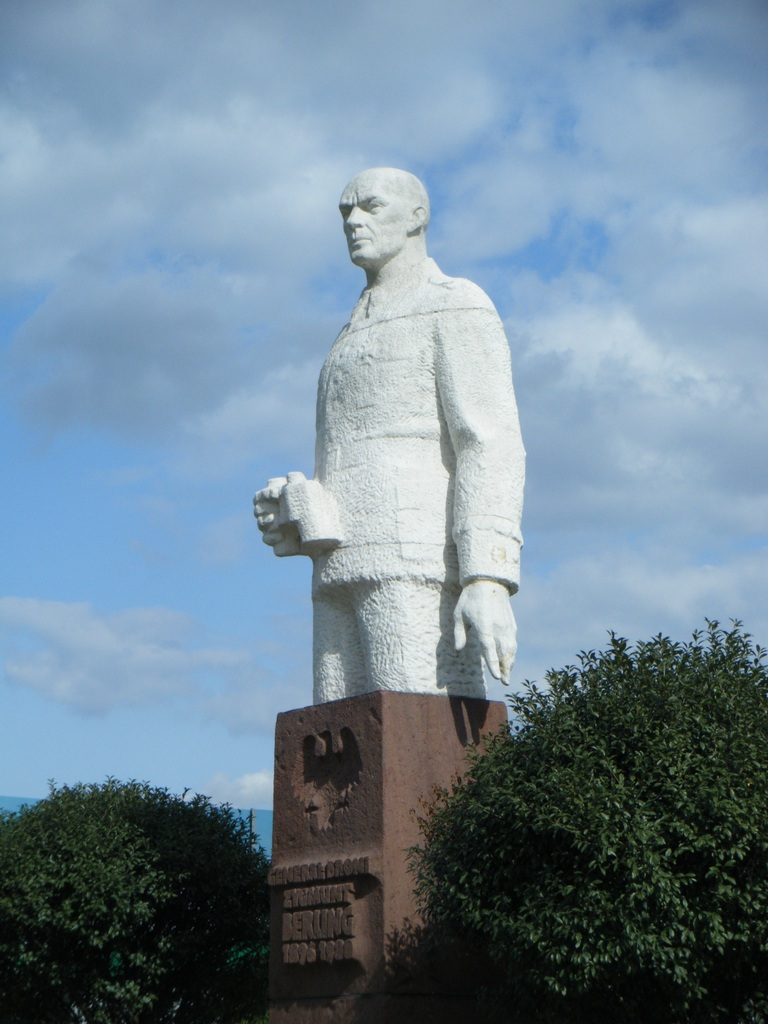
Памятник генералу Берлингу в Варшаве.

В Польшу Берлинг вернулся в 1947 году и вскоре стал начальником Академии Генерального штаба Войска Польского (1948—1953).
С 1953 года, выйдя в отставку, З. Берлинг работал на государственной службе: был заместителем министра в министерстве государственных сельхозпредприятий (госхозов) (пол. Ministerstwo Państwowych Gospodarstw Rolnych, 1953—1956) и сельского хозяйства (пол. Ministerstwo Rolnictwa, 1956—1957), генеральным охотинспектором в министерстве лесного хозяйства (пол. Ministerstwo Leśnictwa, 1957—1970). В 1963 году вступил в ПОРП.

## Награды
- Серебряный крест ордена Virtuti Militari.
- 2 ордена Ленина[8].
- Орден Дружбы народов (09.10.1973)[8].